# Chilobrachys natanicharum
Chilobrachys natanicharum — вид павуків-птахоїдів. Описаний у 2023 році.

## Поширення
Ендемік Таїланду. Поширений в окрузі Такуа Па провінції Пханг Нга на півдні країни. Мешкає у мангрових заростях.

## Назва
Видовий епітет для цього виду надала компанія Nichada Properties Co., Ltd. з Таїланду, яка стала переможцем аукціону з вибору наукової назви нового виду. Назва є поєднанням імен пана Ната Корн Чангрю та пані Нічада Чангрю, які є керівниками компанії. Усі кошти, виручені з аукціону, були передані на підтримку навчання дітей народності лаху в Таїланді та бідних хворих на рак.

## Опис
Голотип самця має розміри 38,51 мм, паратип самця 55,75 мм і паратипи самиці 56,78 мм і 67,55 мм. Павук має блискуче чорне тіло, яке переливається блакитним та фіолетовим кольорами. Забарвлення цього тарантула утворене не пігментами, а унікальною структурою його волосків, які містять наноструктури, що маніпулюють світлом, аби створити цей вражаючий блакитний вигляд.